# She's Always a Woman
She's Always a Woman is een nummer van de Amerikaanse muzikant Billy Joel. Het nummer werd uitgebracht op zijn album The Stranger uit 1977. Dat jaar werd het in de VS en Canada uitgebracht als de vierde single van het album. Europa, Australië en Nieuw-Zeeland volgden op 4 juli 1978.
"She's Always a Woman" is een liefdeslied over een moderne vrouw, waar de zanger verliefd op wordt voor zowel haar eigenaardigheden en haar gebreken. Muzikaal gezien werd Joel voor het nummer beïnvloed door de akoestische gitaarballades van Gordon Lightfoot. Hij schreef het voor zijn toenmalige vrouw Elizabeth Weber, die op dat moment ook net zijn manager was geworden. Vanwege haar stijl van zakendoen vonden veel collega's dat zij "onvrouwelijk" was, maar voor Joel was zij "altijd een vrouw". In 1982 gingen Joel en Weber uit elkaar.

## Achtergrond
Oorspronkelijk werd het nummer in 1977 alleen in de Verenigde Staten en Canada uitgebracht als single en bereikte de 17e positie in de Billboard Hot 100 en de 12e positie in Canada. Op 4 juli 1978 werd het nummer ook in Europa, Australië en Nieuw-Zeeland op single uitgebracht.
In Nederland werd de plaat op zaterdag 10 juni 1978 verkozen tot de 377e Troetelschijf van de week op Hilversum 3 en werd een radiohit in de destijds drie hitlijsten op de nationale publieke popzender. De plaat bereikte de 12e positie in de Nederlandse Top 40, de 15e positie in de Nationale Hitparade en piekte op de 11e positie in de op 1 juni 1978 gestarte TROS Top 50. In de Europese hitlijst op Hilversum 3, de TROS Europarade, werd géén notering behaald.
In België bereikte de plaat de 28e positie in de voorloper van de Vlaamse Ultratop 50 en de 27e positie in de Vlaamse Radio 2 Top 30. in Wallonië werd géén notering behaald.
In 1986 werd het nummer uitgebracht in het Verenigd Koninkrijk als dubbele A-kant met "Just the Way You Are" en bereikte de 53e positie in de UK Singles Chart. In 2010 bracht Guillemots-zanger Fyfe Dangerfield een cover van het nummer uit in het Verenigd Koninkrijk die werd gebruikt in een reclame voor John Lewis. Deze cover bereikte de 7e positie in de hitlijst en zorgde ervoor dat de originele versie de 29e positie bereikte.
Sinds de allereerste editie in december 1999, staat de plaat genoteerd in de jaarlijkse NPO Radio 2 Top 2000 van de Nederlandse publieke  radiozender NPO Radio 2 met als hoogste notering een 198e positie in 2004.

## Hitnoteringen

### Nederlandse Top 40
| Hitnotering: 24-06-1978 t/m 26-08-1978 | Hitnotering: 24-06-1978 t/m 26-08-1978 | Hitnotering: 24-06-1978 t/m 26-08-1978 | Hitnotering: 24-06-1978 t/m 26-08-1978 | Hitnotering: 24-06-1978 t/m 26-08-1978 | Hitnotering: 24-06-1978 t/m 26-08-1978 | Hitnotering: 24-06-1978 t/m 26-08-1978 | Hitnotering: 24-06-1978 t/m 26-08-1978 | Hitnotering: 24-06-1978 t/m 26-08-1978 | Hitnotering: 24-06-1978 t/m 26-08-1978 | Hitnotering: 24-06-1978 t/m 26-08-1978 | Hitnotering: 24-06-1978 t/m 26-08-1978 |
| Week                                   | 1                                      | 2                                      | 3                                      | 4                                      | 5                                      | 6                                      | 7                                      | 8                                      | 9                                      | 10                                     |                                        |
| -------------------------------------- | -------------------------------------- | -------------------------------------- | -------------------------------------- | -------------------------------------- | -------------------------------------- | -------------------------------------- | -------------------------------------- | -------------------------------------- | -------------------------------------- | -------------------------------------- | -------------------------------------- |
| Nummer                                 | 35                                     | 25                                     | 20                                     | 15                                     | 13                                     | 12                                     | 18                                     | 28                                     | 31                                     | 35                                     | uit                                    |

### Nationale Hitparade
| Hitnotering: 01-07-1978 t/m 26-08-1978 | Hitnotering: 01-07-1978 t/m 26-08-1978 | Hitnotering: 01-07-1978 t/m 26-08-1978 | Hitnotering: 01-07-1978 t/m 26-08-1978 | Hitnotering: 01-07-1978 t/m 26-08-1978 | Hitnotering: 01-07-1978 t/m 26-08-1978 | Hitnotering: 01-07-1978 t/m 26-08-1978 | Hitnotering: 01-07-1978 t/m 26-08-1978 | Hitnotering: 01-07-1978 t/m 26-08-1978 | Hitnotering: 01-07-1978 t/m 26-08-1978 | Hitnotering: 01-07-1978 t/m 26-08-1978 |
| Week                                   | 1                                      | 2                                      | 3                                      | 4                                      | 5                                      | 6                                      | 7                                      | 8                                      | 9                                      |                                        |
| -------------------------------------- | -------------------------------------- | -------------------------------------- | -------------------------------------- | -------------------------------------- | -------------------------------------- | -------------------------------------- | -------------------------------------- | -------------------------------------- | -------------------------------------- | -------------------------------------- |
| Positie                                | 29                                     | 21                                     | 23                                     | 20                                     | 15                                     | 23                                     | 26                                     | 42                                     | 46                                     | uit                                    |

### TROS Top 50
Hitnotering: 22-06-1978 t/m 17-08-1978. Hoogste notering: #11 (1 week).

### NPO Radio 2 Top 2000
| Nummer met noteringen in de NPO Radio 2 Top 2000 | '99 | '00 | '01 | '02 | '03 | '04 | '05 | '06 | '07 | '08 | '09 | '10 | '11 | '12 | '13 | '14 | '15 | '16 | '17 | '18 | '19 | '20 | '21 | '22 | '23 | '24 |
| ------------------------------------------------ | --- | --- | --- | --- | --- | --- | --- | --- | --- | --- | --- | --- | --- | --- | --- | --- | --- | --- | --- | --- | --- | --- | --- | --- | --- | --- |
| She's Always a Woman                             | 238 | 308 | 261 | 211 | 243 | 198 | 276 | 339 | 302 | 260 | 315 | 267 | 348 | 504 | 431 | 401 | 402 | 322 | 318 | 270 | 256 | 305 | 332 | 289 | 334 | 303 |

1. ↑  Een vetgedrukt getal geeft de hoogste notering aan.